# Cephaloleia deplanata
Cephaloleia deplanata es un coleóptero de la familia Chrysomelidae.
Fue descrita científicamente en 1927 por Uhmann.